# 里什库尔
里什库尔（法語：Richecourt，法語發音：[ʁiʃkuʁ]）是法国默兹省的一个市镇，位于该省东部，属于科梅尔西区。

## 地理
里什库尔（48°52'47"N, 5°45'40"E）面积6.23 平方千米，位于法国大東部大區默兹省，该省份为法国西北部内陆省份，北与比利时接壤，西接马恩省和阿登省，南至上马恩省和孚日省，东临默尔特-摩泽尔省。
与里什库尔接壤的市镇（或旧市镇、城区）包括：克西夫赖和马尔瓦桑、帕讷、塞什普雷、比克西耶尔-苏莱科特、拉艾维尔、蒙塞克、农萨尔-拉马尔什。

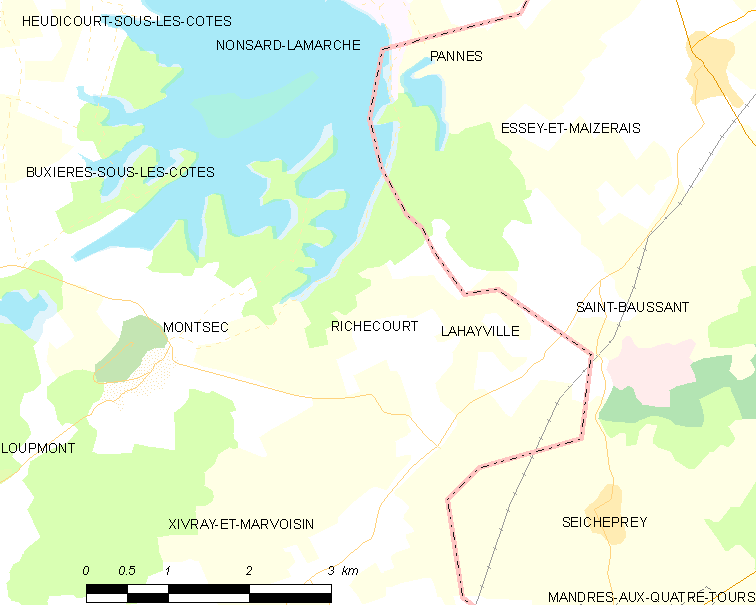
里什库尔的OSM定位图

里什库尔的时区为UTC+01:00、UTC+02:00（夏令时）。

## 行政
里什库尔的邮政编码为55300，INSEE市镇编码为55431。

## 政治
里什库尔所属的省级选区为圣米耶勒县。

## 人口

1962-2008年间里什库尔人口变化图示

里什库尔于2022年1月1日时的人口数量为56人。